# Bandjeli
Bandjeli (deutsch auch: Banjeli, andere Schreibweisen: Bandjal, Bangeli) ist eine Ortschaft in Togo. Sie befindet sich im Norden des Landes in der Präfektur Bassar der Region Kara, etwa sechs Kilometer östlich der Staatsgrenze zu Ghana. Die Hauptstadt Lomé liegt etwa 400 Kilometer entfernt im Süden. Bassar, der Verwaltungssitz der gleichnamigen Präfektur, liegt etwa 30 Kilometer im Südosten.

## Geschichte
Der Ort ist wegen seiner Roteisenerzlager mit nahezu reinen Hämatiterzen (69 % Eisen) bekannt. Spuren erster Eisenverhüttung lassen sich hier ab ca. 420 v. Chr. nachweisen. Der Ort gilt damit als die Wiege der westafrikanischen Eisenverhüttung, die zu dieser Zeit in sogenannten Rennöfen (Schacht- oder Zugöfen) erfolgte.
Kolonialzeit

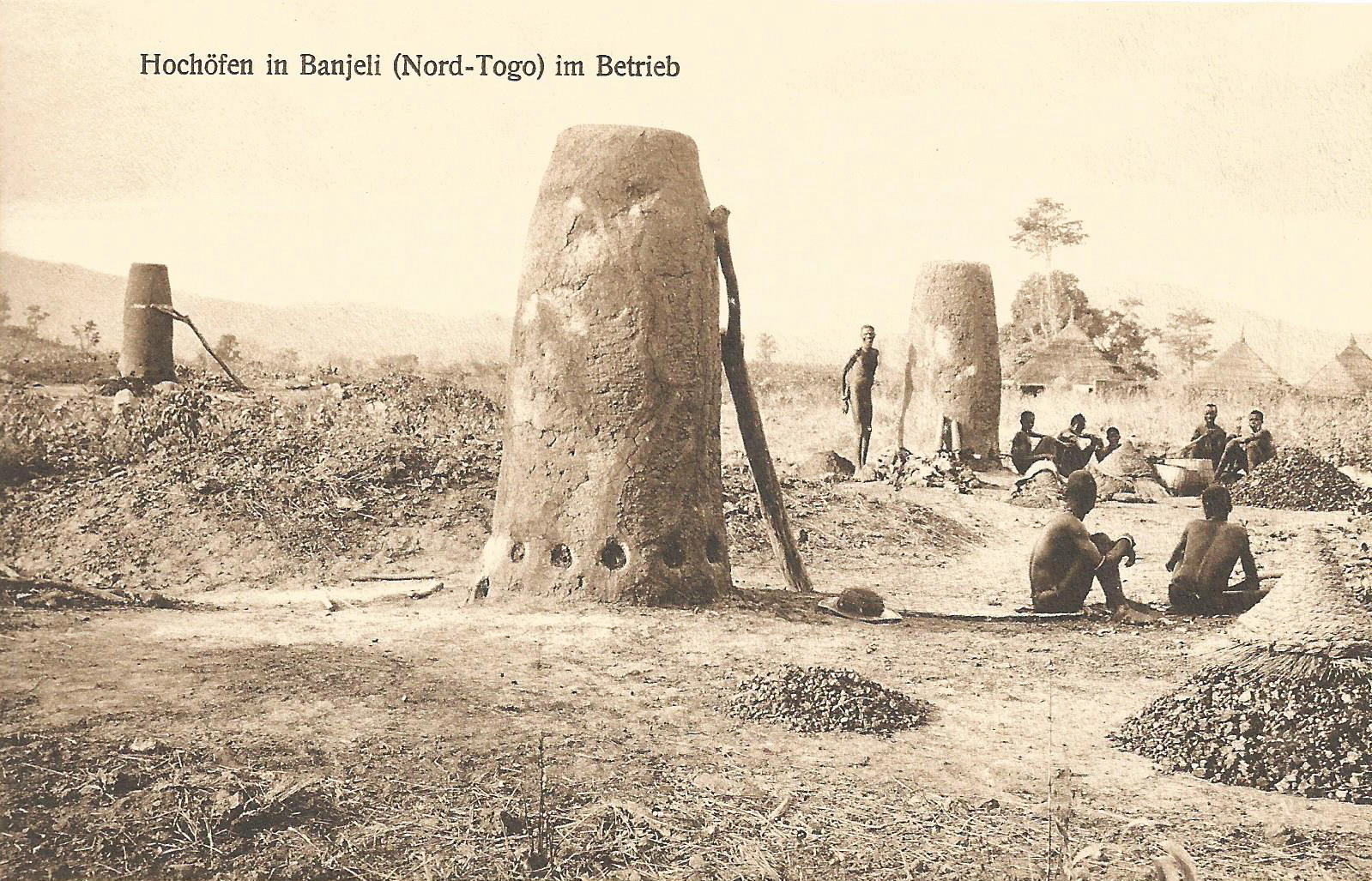
Eisenerzöfen in Banjeli (Nord-Togo) im Betrieb. Photographie aus dem Deutschen Koloniallexikon.

Bandjeli lag zur deutschen Kolonialzeit im Verwaltungsbezirk Sokode. Auch zu dieser Zeit war der Ort Zentrum der Eisenverhüttung, die von der lokalen Bevölkerung in etwa 500 Rennöfen betrieben wurde. Die Erzeugnisse wurden auf den lokalen Märkten der Umgebung verkauft und zur Herstellung von Waffen und Werkzeugen genutzt. Die durchschnittliche Jahresproduktion betrug zu dieser Zeit etwa 400 t. Eine Sonderberechtigung zum ausschließlichen Schürfen und für den Bergbau der Eisenerze im Bezirk Sokode lag bei der deutschen Kolonialverwaltung, die sich so die Kontrolle über die Eisenerzlager und die hergestellten Mengen an Roheisen sicherte.
Beabsichtigt war, die Hinterlandbahn, die vom Bahnhof Agbonou zur Großfunkstation Kamina führte, möglichst bis Bandjeli zu verlängern, um die dortigen Erzlager zu erschließen, wozu es jedoch durch den Ausbruch des Ersten Weltkriegs nicht mehr kam.

## Bandjeli heute
Bis heute spielt die Eisenerzverhüttung im Ort, an der heute auch internationale Konzerne teilhaben, eine zentrale Rolle. Die Reserven werden auf 500 Mt geschätzt. Weiterhin existieren ein lokaler Markt und ein Kulturzentrum.

## Weiteres
Banjeli und Nagbani standen ab 1987 als „Antike Stätten der Eisen-Metallurgie in Bassar“ auf der Tentativliste für das UNESCO-Welterbe. Am 16. Dezember 2021 wurde die Bewerbung erneuert und die Stätte damit zum zweiten Mal nominiert.
Der 29-minütige Kurzfilm The Blooms of Banjeli von Carlyn Saltman dokumentiert, zum Teil mit Aufnahmen aus der Zeit um 1914, den Ort Banjeli, die dortige Eisenverhüttung sowie lokale Rituale und Bräuche.